# 樹研工業
株式会社樹研工業（じゅけんこうぎょう）は、愛知県豊橋市に本社をおくプラスチック製小型精密部品メーカー。

## 概略
- 創業者は現代表取締役会長でもある松浦元男。
- プラスチックの精密加工に優れ、世界最小となる100万分の1g、直径0.149mmの歯車を製作し、ギネスブックに載った。歯車のこれまでの世界最小は同社の10万分の1gだった。需要はなく販売実績はゼロだが、同社の技術力を裏付ける宣伝材料となっている。
- 設計図、成型機をセットで販売することで対応した結果、自動車のスピードメーターで使われるステッピング・モーターの一部の部品は、同社の独占に近い状態。またスウォッチなどの腕時計でも使用されている。
- 社長の松浦は、ラジオで聞いた松下幸之助の話を聞き手形取引を止めることを決断した。内部留保を持つことで高価な設備投資を思い切って行っている。
- 雇用制度は、採用を先着順で決め、定年制を設けていないなど他企業とは一線を画す。
- 品質のこだわりから、30年前から製造書類やサンプルをすぐ取り出せるようにしている。同社の基準に劣る品質管理基準であるISO 9001認定予定はない。また、多くの企業が認定を受けることが目的となっている現状に対し批判的。しかし、ISO 14001の認定は2006年に取得した。

社員が入院したときに「事故や病気は誰にでもある。それで家族が困るようでは社員がいい仕事が出来ない」とその社員が亡くなるまで3年間にわたり枕元まで給料を届けさせた。（「日本でいちばん大切にしたい会社」　坂本光司著より）

## 拠点
- 本社／本社工場 - 愛知県豊橋市小向町
- 宮城事業所 -  宮城県遠田郡涌谷町小塚

## 子会社
- 株式会社ジュケンマシンワークス
- 有限会社ジュケンファインツール
- 有限会社ジュケンネットランナーサービス

## テレビ番組
- 日経スペシャル カンブリア宮殿 「ムダで儲ける経営術 ～社員の能力を最大限引き出す法～」（2006年8月28日、テレビ東京）- 社長・松浦元男出演[1]。

## 書籍

### 関連書籍
- 『父と息子の永い付き合い』（著者:松浦元男）（1998年10月1日、鳥影社）ISBN 4886291589
- 『百万分の一の歯車！世界一の超極小部品をつくる樹研工業の技と哲学』（著者:松浦元男）（2003年7月5日、中経出版）ISBN 4806118419
- 『先着順採用、会議自由参加で世界一の小企業をつくった』（著者:松浦元男）（2003年8月28日、講談社）ISBN 4062119935
  - 『先着順採用、会議自由参加で「世界一の小企業」をつくった』（著者:松浦元男）（2009年4月20日、講談社 講談社+α文庫）ISBN 9784062812757
- 『技術で生きる! 1人1億円売り上げる経営』（著者:松浦元男 岡野雅行）（2004年1月1日、ビジネス社）ISBN 4828410929
- 『私を育ててくれたふる里・松江 そこで過ごした少年の日々』（著者:松浦元男）（2004年9月11日、鳥影社）ISBN 4886298583
- 『無試験入社、定年なしで世界レベルの「匠」を育てた』（著者:松浦元男）（2005年4月25日、講談社）ISBN 4062128888
- 『世界でいちばん小さな歯車を作った会社』（著者:松浦元男）（2010年3月2日、中経出版 中経の文庫）ISBN 9784806136415